# عبدالقادر ملا
عبدالقادر ملا (به بنگالی: আব্দুল কাদের মোল্লা)، از رهبران جماعت اسلامی بنگلادش،
عبدالقادر ملا به ایفای نقش در جنایات صورت گرفته در جنگ استقلال بنگلادش متهم شده بود. وی متهم بود که در قتل صدها شهروند غیرنظامی و غیر مسلح دست داشته است. ملا اتهام‌های وارده را رد می‌کرد.
عبدالقادر ملا ابتدا در ماه فوریه ۲۰۱۳ به حبس ابد محکوم شد اما به دنبال تظاهرات علیه این حکم، دادستانی خواهان صدور حکم اعدام برای او شد.
دادگاه عالی بنگلادش صبح روز پنجشنبه ۱۲ دسامبر ۲۰۱۳ حکم اعدام عبدالقادر ملا، را تأیید کرد. وی همان روز در زندان مرکزی شهر داکااعدام شد و روز جمعه در فریدپور، زادگاهش با حضور صدها عزادار دفن شد. وی هنگام مرگ ۶۵ سال سن داشت.